# Deutsche Leichtathletik-Meisterschaften 2016
Die 116. Deutschen Leichtathletik-Meisterschaften wurden am 18. und 19. Juni 2016 im Kasseler Auestadion ausgetragen. Damit erhielt Kassel nach 2011 zum zweiten Mal innerhalb von fünf Jahren den Zuschlag für die nationalen Titelkämpfe. Diese Entscheidung gab der Deutsche Leichtathletik-Verband (DLV) am 9. Juni 2015 bekannt. Der frühe DM-Termin ist bedingt durch das enge Wettkampfprogramm 2016. Nicht einmal drei Wochen nach den Deutschen Meisterschaften fanden vom 6. bis zum 10. Juli die Leichtathletik-Europameisterschaften in Amsterdam statt und vom 12. bis zum 21. August wurden die Leichtathletikdisziplinen bei den Olympischen Spielen in Rio de Janeiro ausgetragen.
Die größte Weite im Weitsprung gelang wieder einmal Markus Rehm, der mit seiner Beinprothese auf 7,95 m kam und als Sieger der getrennten Wertung geehrt wurde.
Die Mehrkämpfe fanden während der Olympischen Spiele statt, sodass hier nicht die Besten am Start sein konnten. Allerdings war das auch in den Vorjahren häufig nicht der Fall, weil andere Wettkampfangebote – v. a. in Ratingen und Götzis oder auch große internationale Meisterschaften – zu zeitnah lagen.

## Ausgelagerte Wettbewerbe
Wie üblich wurden aus zeitlichen oder organisatorischen Gründen verschiedene Wettbewerbe nicht im Rahmen dieser Veranstaltung ausgetragen. Im Jahr 2016 waren dies:
- Crosslauf: am 5. März in Herten[3]
- Halbmarathon: am 23. April in Bad Liebenzell[4]
- 10.000 m: am 7. Mai in Celle[5]
- 20-km-Straßengehen: 22. Mai in Naumburg[6]
- Bahngehen: 11. Juni in Bühlertal, 10.000 m für die Männer / 5000 m für die Frauen[7]
- Langstaffeln, Frauen: 3 × 800 m / Männer: 3 × 1000 m: 31. Juli in Mönchengladbach-Rheydt im Rahmen der Deutschen Jugendmeisterschaften[8]
- Berglauf: 7. August in Schwangau[9]
- Mehrkämpfe (Sieben- und Zehnkampf): 13. und 14. August in Kienbaum[10] (zeitgleich mit den Olympischen Spielen)
- 100-km-Straßenlauf: 20. August in Leipzig[11]
- 10-km-Straßenlauf: 11. September in Hamburg[12]
- 50-km-Straßengehen: 8. Oktober in Andernach[13]
- Marathonlauf: 30. Oktober im Rahmen des Frankfurt-Marathons[14]

Die folgenden Übersichten fassen die Medaillengewinner und -gewinnerinnen zusammen. Eine ausführlichere Übersicht mit den jeweils ersten acht in den einzelnen Disziplinen findet sich unter dem Link Deutsche Leichtathletik-Meisterschaften 2016/Resultate.

## Medaillengewinner Männer
| Disziplin                                   | Gold                                                                            | Leistung       | Silber                                                                              | Leistung       | Bronze                                                                                             | Leistung       |
| ------------------------------------------- | ------------------------------------------------------------------------------- | -------------- | ----------------------------------------------------------------------------------- | -------------- | -------------------------------------------------------------------------------------------------- | -------------- |
| 100 m (Wind: −2,3)                          | Julian Reus (TV Wattenscheid 01)                                                | 10,30 s00      | Robert Hering (SC DHfK Leipzig)                                                     | 10,48 s00      | Peter Emelieze (ASV Köln)                                                                          | 10,49 s00      |
| 200 m (Wind: +1,9)                          | Robin Erewa (TV Wattenscheid 01)                                                | 20,59 s00      | Robert Hering (SC DHfK Leipzig)                                                     | 20,62 s00      | Aleixo-Platini Menga (TSV Bayer 04 Leverkusen)                                                     | 20,95 s00      |
| 400 m                                       | Johannes Trefz (LG Stadtwerke München)                                          | 46,59 s00      | Alhagie Drammeh (TG Werste)                                                         | 46,62 s00      | Patrick Schneider (LAC Quelle Fürth)                                                               | 46,93 s00      |
| 800 m                                       | Benedikt Huber (LG Telis Finanz Regensburg)                                     | 1:47,17 min    | Sören Ludolph (LG Braunschweig)                                                     | 1:47,80 min    | Marc Reuther (Wiesbadener LV)                                                                      | 1:47,82 min    |
| 1500 m                                      | Timo Benitz (LG farbtex Nordschwarzwald)                                        | 3:40,28 min    | Homiyu Tesfaye (LG Eintracht Frankfurt)                                             | 3:40,67 min    | Florian Orth (LG Telis Finanz Regensburg)                                                          | 3:40,67 min    |
| 5000 m                                      | Richard Ringer (VfB LC Friedrichshafen)                                         | 13:51,88 min   | Martin Sperlich (VfB LC Friedrichshafen)                                            | 13:56,27 min   | Amanal Petros (SV Brackwede)                                                                       | 13:58,10 min   |
| 10.000 m                                    | Mitku Seboka (LAC Quelle Fürth)                                                 | 29:23,57 min   | Amanal Petros (SV Brackwede)                                                        | 29:35,47 min   | Dominik Notz (LAV Stadtwerke Tübingen)                                                             | 29:42,04 min   |
| 10-km-Straßenlauf                           | Florian Orth (LG Telis Finanz Regensburg)                                       | 28:59 min00    | Amanal Petros (SV Brackwede)                                                        | 29:06 min00    | Mitku Seboka (LAC Quelle Fürth)                                                                    | 29:20 min00    |
| 10-km-Straßenlauf, Mannschaftswertung       | LG Telis Finanz Regensburg IFlorian Orth Tobias Blum Jonas Koller               | 1:29:34 h0000  | LAC Quelle FürthMitku Seboka Getachew Endisu Etana Joseph Katib                     | 1:30:14 h0000  | LG Telis Finanz Regensburg IITim Ramdane Cherif Simon Boch Felix Plinke                            | 1:32:48 h0000  |
| Halbmarathon                                | Mitku Seboka (LAC Quelle Fürth)                                                 | 1:05:05 h0000  | Ejob Solomun (SG Wenden)                                                            | 1:05:17 h0000  | Jonas Koller (LG Telis Finanz Regensburg)                                                          | 1:05:25 h0000  |
| Halbmarathon, Mannschaftswertung            | LG Telis Finanz RegensburgJonas Koller Tobias Blum Tim Ramdane                  | 3:18:27 h0000  | LG DorstenThorben Dietz Yannick Duppich Andreas Keil-Forneck                        | 3:27:00 h0000  | LG Region KarlsruheFrederik Unewisse Lucas Bittigkoffer Joshua Sickinger                           | 3:27:38 h0000  |
| Marathon                                    | Marcus Schöfisch (SC DHfK Leipzig)                                              | 2:20:12 h0000  | Tobias Schreindl (LG Passau)                                                        | 2:20:38 h0000  | Jannik Ernst (TV Waldstraße Wiesbaden)                                                             | 2:21:22 h0000  |
| Marathon, Mannschaftswertung                | Asics Team MemmertAndreas Straßner Sebastian Reinwand Simon Stützel             | 7:11:03 h0000  | TSG 1845 HeilbronnBenedikt Hoffmann Holger Freudenberger Markus Häcker              | 7:24:57 h0000  | LAV Stadtwerke TübingenMichael Schramm Christoph Dreser Matthias Koch                              | 7:25:23 h0000  |
| 100-km-Straßenlauf                          | André Collet (Aachener TG)                                                      | 6:55:27 h0000  | Michael Sommer (Eichenkreuz Schwaikheim)                                            | 7:15:54 h0000  | Alexander Dautel (LG Nord Berlin)                                                                  | 7:16:58 h0000  |
| 100-km-Straßenlauf, Mannschaftswertung      | LG Nord BerlinAlexander Dautel Dirk Kiwus Benjamin Brade                        | 23:45:08 h0000 | Laufgemeinschaft UltralaufThomas Klingenberger Yves König Stefan Daum               | 24:33:31 h0000 | Eichenkreuz SchwaikheimMichael Sommer Andreas Maisch Uli Lorenzen                                  | 25:24:47 h0000 |
| 110 m Hürden (Wind: +0,3)                   | Matthias Bühler (TSG 1862 Weinheim)                                             | 13,44 s00      | Gregor Traber (VfB Stuttgart)                                                       | 13,47 s00      | Alexander John (SC DHfK Leipzig)                                                                   | 13,48 s00      |
| 400 m Hürden                                | Felix Franz (LG Neckar-Enz)                                                     | 50,42 s00      | Tobias Giehl (LG Stadtwerke München)                                                | 50,49 s00      | Florian Handt (LV 90 Erzgebirge)                                                                   | 50,94 s00      |
| 3000 m Hindernis                            | Hannes Liebach (SCC Berlin)                                                     | 8:45,50 min    | Patrick Karl (TV Ochsenfurt)                                                        | 8:45,98 min    | Martin Grau (LSC Höchstadt/Aisch)                                                                  | 8:48,97 min    |
| 4 × 100 m Staffel                           | TV Wattenscheid 01Maximilian Ruth Robin Erewa Maurice Huke Julian Reus          | 39,48 s00      | TSV Bayer 04 LeverkusenNico Menzel Lukas Blechschmidt Kai Köllmann Thorben Blech    | 40,08 s00      | MTG MannheimFabian Manke-Reimers Patrick Domogala Jonas Kriesamer Florian Hochdörffer              | 40,35 s00      |
| 4 × 400 m Staffel                           | LG Stadtwerke MünchenBenedikt Wiesend Johannes Trefz Laurin Walter Tobias Giehl | 3:10,84 min    | VfL Eintracht HannoverJannik Rehbein Lenn Mügge Marcin Jablonski Alexander Juretzko | 3:10,92 min    | Stg. Schlüchtern-Flieden-ObertshausenAleksi Rösler Jaakkima Rösler Eric Herbert Constantin Schmidt | 3:13,02 min    |
| 3 × 1000 m Staffel                          | LG Telis Finanz RegensburgGabriel Genck Florian Orth Benedikt Huber             | 7:08,14 min    | LG BraunschweigViktor Kuk Andreas Lange Sören Ludolph                               | 7:08,57 min    | LG Region KarlsruheHolger Körner Felix Wammetsberger Christoph Kessler                             | 7:08,65 min    |
| 10.000 m Bahngehen                          | Christopher Linke (SC Potsdam)                                                  | 38:40,25 min   | Carl Dohmann (SCL Heel Baden-Baden)                                                 | 40:06,44 min   | Nathaniel Seiler (TV Bühlertal)                                                                    | 41:15,57 min   |
| 20 km Straßengehen                          | Christopher Linke (SC Potsdam)                                                  | 1:21:14 h0000  | Hagen Pohle (SC Potsdam)                                                            | 1:22:34 h0000  | Andreas Janker (LG Röthenbach/Pegnitz)                                                             | 1:27:04 h0000  |
| 50-km-Gehen                                 | Carl Dohmann (SCL Heel Baden-Baden)                                             | 3:47:57 h0000  | Karl Junghannß (Erfurter LAC)                                                       | 3:52:46 h0000  | Nathaniel Seiler (TV Bühlertal)                                                                    | 3:58:03 h0000  |
| Hochsprung                                  | Eike Onnen (Hannover 96)                                                        | 2,20 m         | Alexander Klintworth (LG Kreis Nord Stade)                                          | 2,10 m         | Tim Schenker (LAC Erdgas Chemnitz)                                                                 | 2,10 m         |
| Stabhochsprung                              | Tobias Scherbarth (TSV Bayer 04 Leverkusen)                                     | 5,70 m         | Karsten Dilla (TSV Bayer 04 Leverkusen)                                             | 5,65 m         | Torben Laidig (WGL Schwäbisch Hall)                                                                | 5,45 m         |
| Weitsprung                                  | Alyn Camara (TSV Bayer 04 Leverkusen)                                           | 7,92 m         | Fabian Heinle (VfB Stuttgart)                                                       | 7,91 m         | Jan Uder (LAZ Saar 05 Saarbrücken)                                                                 | 7,70 m         |
| Dreisprung                                  | Max Heß (LAC Erdgas Chemnitz)                                                   | 17,06 m        | Martin Jasper (VfB Stuttgart)                                                       | 16,55 m        | Marcel Kornhardt (ASV Erfurt)                                                                      | 16,47 m        |
| Kugelstoßen                                 | David Storl (SC DHfK Leipzig)                                                   | 20,75 m        | Tobias Dahm (VfL Sindelfingen)                                                      | 20,38 m        | Patrick Müller (SC Neubrandenburg)                                                                 | 18,86 m        |
| Diskuswurf                                  | Robert Harting (SCC Berlin)                                                     | 68,04 m        | Christoph Harting (SCC Berlin)                                                      | 66,41 m        | Daniel Jasinski (TV Wattenscheid 01)                                                               | 65,18 m        |
| Hammerwurf                                  | Alexander Ziegler (SV Thurn und Taxis Dischingen)                               | 72,50 m        | Garland Porter (LG Eintracht Frankfurt)                                             | 71,00 m        | Paul Hützen (TSV Bayer 04 Leverkusen)                                                              | 70,56 m        |
| Speerwurf                                   | Thomas Röhler (LC Jena)                                                         | 86,81 m        | Julian Weber (USC Mainz)                                                            | 83,79 m        | Andreas Hofmann (MTG Mannheim)                                                                     | 81,98 m        |
| Zehnkampf                                   | Felix Hepperle (LG Neckar-Enz)                                                  | 7441 P         | Christoph Lange (TS Herzogenaurach)                                                 | 7253 P         | Marvin Gregor (LC Paderborn)                                                                       | 7202 P         |
| Zehnkampf, Mannschaftswertung               | TSV Bayer 04 LeverkusenTorben Blech Niklas Ransiek Alexander Everts             | 21.978 P       | LG Region KarlsruheNils Kruse Manuel Retzbach Stefan Kohler                         | 20.184 P       | LG Stadtwerke MünchenJakob Siebler Thomas Rieger Benjamin Thomsen                                  | 18.931 P       |
| Crosslauf Mittelstrecke – 4,5 km            | Florian Orth (LG Telis Finanz Regensburg)                                       | 14:06 min00    | Timo Benitz (LG farbtex Nordschwarzwald)                                            | 14:17 min00    | Martin Grau (LSC Höchstadt/Aisch)                                                                  | 14:27 min00    |
| Crosslauf Mittelstrecke, Mannschaftswertung | LG Telis Finanz RegensburgFlorian Orth Jonas Koller Felix Plinke                | Pl.-Ziff. 20   | LSC Höchstadt/AischMartin Grau Bastian Grau Niklas Bühner                           | Pl.-Ziff. 23   | LG Region KarlsruheJannik Arbogast Jan Lukas Becker Joshua Sickinger                               | Pl.-Ziff. 24   |
| Crosslauf Langstrecke – 10,4 km             | Richard Ringer (VfB Friedrichshafen)                                            | 32:30 min00    | Mitku Seboka (LAC Quelle Fürth)                                                     | 32:56 min00    | Karsten Meier (LG Braunschweig)                                                                    | 33:08 min00    |
| Crosslauf Langstrecke, Mannschaftswertung   | LAC Quelle FürthMitku Seboka Konstantin Wedel Joseph Katib                      | Pl.-Ziff. 29   | LG DorstenThorben Dietz Yannik Duppich Andreas Keil-Forneck                         | Pl.-Ziff. 46   | SG WendenEjob Solomun Simon Huckestein Nils Schäfer                                                | Pl.-Ziff. 50   |
| Berglauf                                    | Toni Lauterbacher (LC Tölzer Land)                                              | 40:36 min00    | Jonas Lehmann (TuS Heltersberg)                                                     | 40:48 min00    | Benedikt Hoffmann (TSG 1845 Heilbronn)                                                             | 41:24 min00    |
| Berglauf, Mannschaftswertung                | TuS HeltersbergJonas Lehmann Matthias Hecktor Tim Könnel                        | 2:08:12 h0000  | LAC Quelle FürthKonstantin Wedel Patrick Weiler Joseph Katib                        | 2:11:02 h0000  | LG BrandenkopfTimo Zeiler Bruno Schumi David Mild                                                  | 2:11:13 h0000  |

## Medaillengewinner Frauen
| Disziplin                              | Gold                                                                              | Leistung       | Silber                                                                                 | Leistung         | Bronze                                                                           | Leistung                   |
| -------------------------------------- | --------------------------------------------------------------------------------- | -------------- | -------------------------------------------------------------------------------------- | ---------------- | -------------------------------------------------------------------------------- | -------------------------- |
| 100 m (Wind: −2,1)                     | Tatjana Pinto (LC Paderborn)                                                      | 11,22 s00      | Lisa Mayer (LG Langgöns/Oberkleen)                                                     | 11,34 s00        | Rebekka Haase (LV 90 Erzgebirge)                                                 | 11,45 s00                  |
| 200 m (Wind: −0,5)                     | Gina Lückenkemper (LG Olympia Dortmund)                                           | 22,84 s00      | Lisa Mayer (LG Langgöns/Oberkleen)                                                     | 22,87 s00        | Nadine Gonska (MTG Mannheim)                                                     | 23,03 s00                  |
| 400 m                                  | Ruth Sophia Spelmeyer (VfL Oldenburg)                                             | 52,17 s00      | Friederike Möhlenkamp (LT DSHS Köln)                                                   | 52,91 s00        | Laura Müller (LC Rehlingen)                                                      | 53,03 s00                  |
| 800 m                                  | Christina Hering (LG Stadtwerke München)                                          | 2:02,19 min    | Fabienne Kohlmann (LG Karlstadt-Gambach-Lohr)                                          | 2:03,15 min      | Tanja Spill (LAV Bayer Uerdingen/Dormagen)                                       | 2:03,71 min                |
| 1500 m                                 | Konstanze Klosterhalfen (TSV Bayer 04 Leverkusen)                                 | 4:07,92 min    | Maren Kock (LG Telis Finanz Regensburg)                                                | 4:11,89 min      | Diana Sujew (LG Eintracht Frankfurt)                                             | 4:12,27 min                |
| 5000 m                                 | Fate Tola (LG Braunschweig)                                                       | 15:30,35 min   | Agata Strausa (Lauf Team Haspa Marathon Hamburg)                                       | 16:07,39 min     | Anna Gehring (Sport-Club Itzehoe)                                                | 16:09,95 min               |
| 10.000 m                               | Sabrina Mockenhaupt (LG Sieg)                                                     | 32:40,80 min   | Laura Hottenrott (GSV Eintracht Baunatal)                                              | 33:43,41 min     | Franziska Reng (LG Telis Finanz Regensburg)                                      | 34:23,93 min               |
| 10-km-Straßenlauf                      | Melat Yisak Kejeta (PSV Grün-Weiß Kassel)                                         | 33:19 min00    | Melina Tränkle (LG Region Karlsruhe)                                                   | 34:14 min00      | Jana Sussmann (Lauf Team Haspa Marathon Hamburg)                                 | 34:23 min00                |
| 10-km-Straßenlauf, Mannschaftswertung  | Lauf Team Haspa Marathon HamburgJana Sussmann Agata Strausa Mona Stockhecke       | 1:44:11 h0000  | PSV Grün-Weiß KasselMelat Yisak Kejeta Anna Starostzik Sewnet Asrat Ayano              | 1:45:31 h0000    | LAC Quelle FürthDomenika Mayer Gesa Bohn Anne Kesselring                         | 1:46:00 h0000              |
| Halbmarathon                           | Sabrina Mockenhaupt (LG Sieg)                                                     | 1:12:41 h0000  | Agata Strausa (Lauf Team Haspa Marathon Hamburg)                                       | 1:13:13 h0000    | Melina Tränkle (LG Region Karlsruhe)                                             | 1:14:09 h0000              |
| Halbmarathon, Mannschaftswertung       | LG Telis Finanz Regensburg ILuisa Boschan Anna-Katharina Plinke Carolin Aehling   | 3:51:30 h0000  | LG Stadtwerke MünchenFelicitas Mensing Bianca Meyer Carola Doerries                    | 4:05:06 h0000    | LG Telis Finanz Regensburg IIMonika Rausch Mira Parisek Sarah Heuberger          | 4:05:50 h0000              |
| Marathon                               | Fate Tola (LG Braunschweig)                                                       | 2:25:42 h0000  | Mona Stockhecke (Lauf Team Haspa Marathon Hamburg)                                     | 2:31:30 h0000    | Anne Haug (LAZ Saar 05 Saarbrücken)                                              | 2:36:13 h0000              |
| Marathon, Mannschaftswertung           | Lauf Team Haspa Marathon HamburgMona Stockhecke Denise Hoffmann Nadine Hoffmann   | 8:33:05 h0000  | Spiridon FrankfurtTinka Uphoff Laura Spranz Christina Göpfert                          | 8:47:08 h0000    | Hamburger LaufladenAnnika Krull Jana Baum Gaby Klinkhardt                        | 8:54:58 h0000              |
| 100-km-Straßenlauf                     | Nele Alder-Baerens (Ultra Sport Club Marburg)                                     | 7:29:04 h0000  | Branka Hajek (LAZ Salamander Kornwestheim-Ludwigsburg)                                 | 8:15:30 h0000    | Susanne Kraus (PSV Grün-Weiß Kassel)                                             | 8:19:44 h0000              |
| 100-km-Straßenlauf, Mannschaftswertung | Laufgemeinschaft UltralaufKirsten Althoff Katharina Bey Eva Piehlmeier            | 32:47:29 h0000 | nur 1 Mannschaft                                                                       | nur 1 Mannschaft | in der Wertung                                                                   | in der Wertung             |
| 100 m Hürden (Wind: −0,1)              | Cindy Roleder (SC DHfK Leipzig)                                                   | 12,86 s00      | Nadine Hildebrand (VfL Sindelfingen)                                                   | 12,92 s00        | Ricarda Lobe (MTG Mannheim)                                                      | 13,11 s00                  |
| 400 m Hürden                           | Jackie Baumann (LAV Stadtwerke Tübingen)                                          | 56,87 s00      | Eileen Demes (TV 1861 Neu-Isenburg)                                                    | 57,87 s00        | Christine Salterberg (LT DSHS Köln)                                              | 57,95 s00                  |
| 3000 m Hindernis                       | Gesa Felicitas Krause (LG Eintracht Frankfurt)                                    | 9:31,00 min    | Maya Rehberg (SG TSV Kronshagen/Kieler TB)                                             | 9:46,58 min      | Sanaa Koubaa (TSV Bayer 04 Leverkusen)                                           | 9:48,07 min                |
| 4 × 100 m Staffel                      | MTG MannheimRicarda Lobe Alexandra Burghardt Nadine Gonska Yasmin Kwadwo          | 43,55 s00      | TV Wattenscheid 01Monika Zapalska Keshia Kwadwo Pamela Dutkiewicz Anne Christina Haack | 43,98 s00        | LC PaderbornJosefina Elsler Janina Kölsch Tatjana Pinto Ina Thimm                | 43,99 s00                  |
| 4 × 400 m Staffel                      | LT DSHS KölnLena Naumann Friederike Möhlenkamp Christine Salterberg Lara Hoffmann | 3:36,76 min    | TSV Bayer 04 LeverkusenJulia Schaefers Frederike Hogrebe Julia Förster Carolin Walter  | 3:38,25 min      | SCC BerlinAlena Gerken Svea Köhrbrück Fanny Fromm Hendrikja Richter              | 3:41,73 min                |
| 3 × 800 m Staffel                      | LG Stadtwerke MünchenMareen Kalis Christine Gess Christina Hering                 | 6:17,07 min    | TSV Bayer 04 LeverkusenLena Klaassen Rebekka Ackers Carolin Walter                     | 6:22,51 min      | LG Telis Finanz RegensburgMares-Elaine Strempler Thea Heim Maren Kock            | 6:29,36 min                |
| 5000 m Bahngehen                       | Teresa Zurek (SC Potsdam)                                                         | 22:14,94 min   | Saskia Feige (SC Potsdam)                                                              | 23:15,47 min     | Bianca Schenker (LG Vogtland)                                                    | 24:24,55 min               |
| 20 km Straßengehen                     | Lea Dederichs (ART Düsseldorf)                                                    | 1:42:13 h0000  | Pauline Barz (Erfurter LAC)                                                            | 2:05:58 h0000    | Maria Unterholzner (SpVgg Niederaichbach)                                        | 2:11:23 h0000              |
| Hochsprung                             | Marie-Laurence Jungfleisch (VfB Stuttgart 1893)                                   | 1,90 m         | Katarina Mögenburg (TSV Bayer 04 Leverkusen)                                           | 1,84 m           | Jossie Graumann (LG Nord Berlin)                                                 | 1,84 m                     |
| Stabhochsprung                         | Martina Strutz (Schweriner SC)                                                    | 4,70 m         | Lisa Ryzih (ABC Ludwigshafen)                                                          | 4,65 m           | Annika Roloff (MTV 49 Holzminden)                                                | 4,55 m                     |
| Weitsprung                             | Malaika Mihambo (LG Kurpfalz)                                                     | 6,72 m         | Alexandra Wester (ASV Köln)                                                            | 6,64 m           | Maryse Luzolo (Königsteiner Leichtathletikverein)                                | 6,54 m                     |
| Dreisprung                             | Jenny Elbe (Dresdner SC 1898)                                                     | 14,28 m        | Kristin Gierisch (LAC Erdgas Chemnitz)                                                 | 14,05 m          | Birte Damerius (TSV Rudow)                                                       | 13,57 m                    |
| Kugelstoßen                            | Christina Schwanitz (LV 90 Erzgebirge)                                            | 19,49 m        | Lena Urbaniak (LG Filstal)                                                             | 18,02 m          | Sara Gambetta (SC DHfK Leipzig)                                                  | 17,46 m                    |
| Diskuswurf                             | Nadine Müller (SV Halle)                                                          | 65,79 m        | Julia Fischer (SCC Berlin)                                                             | 63,94 m          | Shanice Craft (MTG Mannheim)                                                     | 63,63 m                    |
| Hammerwurf                             | Betty Heidler (LG Eintracht Frankfurt)                                            | 75,32 m        | Kathrin Klaas (LG Eintracht Frankfurt)                                                 | 69,95 m          | Charlene Woitha (SCC Berlin)                                                     | 67,06 m                    |
| Speerwurf                              | Christin Hussong (LAZ Zweibrücken)                                                | 66,41 m        | Katharina Molitor (TSV Bayer 04 Leverkusen)                                            | 62,86 m          | Linda Stahl (TSV Bayer 04 Leverkusen)                                            | 61,44 m                    |
| Siebenkampf                            | Mareike Arndt (TSV Bayer 04 Leverkusen)                                           | 5765 P         | Silvia Mrotzek (TSV Bayer 04 Leverkusen)                                               | 5430 P           | Lisa Steinlage (LG Kreis Gütersloh)                                              | 5418 P                     |
| Siebenkampf, Mannschaftswertung        | TSV Bayer 04 LeverkusenCaroline Klein Mareike Arndt Silvia Mrotzek                | 17.037 P       | LT DSHS KölnCarlotta Schraub Laura Voß Kim Carina Schmidt                              | 14.673 P         | nur 2 Teams in der Wertung                                                       | nur 2 Teams in der Wertung |
| Crosslauf – 5,9 km                     | Jana Sussmann (Lauf Team Haspa Marathon Hamburg)                                  | 21:45 min00    | Domenika Mayer (LAC Quelle Fürth)                                                      | 22:18 min00      | Agata Strausa (Lauf Team Haspa Marathon Hamburg)                                 | 22:22 min00                |
| Crosslauf, Mannschaftswertung          | LG Telis Finanz Regensburg IFranziska Reng Maren Kock Luisa Boschan               | Pl.-Ziff. 21   | LAC Quelle FürthDomenika Mayer Anne Kesselring Gesa Bohn                               | Pl.-Ziff. 28     | LG Telis Finanz Regensburg IICarolin Aehling Anna-Katharina Plinke Monika Rausch | Pl.-Ziff. 64               |
| Berglauf                               | Michelle Maier (PTSV Rosenheim)                                                   | 45:56 min      | Melanie Noll (TSV Annweiler)                                                           | 47:39 min00      | Sarah Kistner (MTV Kronberg)                                                     | 48:25 min00                |
| Berglauf, Mannschaftswertung           | PTSV RosenheimMichelle Maier Simone Mortier Lena Barth                            | 2:31:43 h0000  | LG BrandenkopfNadia Dietz Anja Carlson Ann-Cathrin Uhl                                 | 2:42:11 h0000    | Ski-Club GaissachRegina Danner Heidi Danner Mechthilde Bauer                     | 2:49:30 h0000              |

## Videolinks
- Rückblick auf die Leichtathletik-DM in Kassel vom 18. bis 20. Juni mit zahlreichen Videoclips auf leichtathletik.de, abgerufen am 19. April 2021
- Videoclips DM Halbmarathon in Bad Liebenzell am 23. April auf leichtathletik.de, abgerufen am 19. April 2021
- Videoclips von der Crosslauf-DM in Herten am 5. März auf leichtathletik.de, abgerufen am 19. April 2021